# Mendavia
Mendavia település Spanyolországban, Navarra autonóm közösségben. Mendavia Alcanadre, Agoncillo, Arrúbal, Viana, Bargota, Torres Del Río, Lazagurría, Los Arcos és Sesma községekkel határos. Lakosainak száma 3535 fő (2024).

## Népesség
A település népessége az elmúlt években az alábbi módon változott:
| Lakosok száma | 3571 | 3722 | 3789 | 3814 | 3726 | 3616 | 3570 | 3547 | 3560 | 3535 |
|               | 2001 | 2004 | 2007 | 2009 | 2012 | 2014 | 2017 | 2019 | 2022 | 2024 |